# Борго дела Конзолационе (Анкона)
Борго дела Конзолационе је насеље у Италији у округу Анкона, региону Марке.
Према процени из 2011. у насељу је живело 32 становника. Насеље се налази на надморској висини од 150 м.